# Słupy (Dywity)
Słupy (deutsch Stolpen) ist ein Ort in der polnischen Woiwodschaft Ermland-Masuren. Er gehört zur Gmina Dywity (Landgemeinde Diwitten) im Powiat Olsztyński (Kreis Allenstein).

## Geographische Lage
Słupy liegt am Westufer des Wadangsees (polnisch Jezioro Wadąg) im Westen der Woiwodschaft Ermland-Masuren, acht Kilometer nördlich der Kreis- und Woiwodschaftshauptstadt Olsztyn (deutsch Allenstein).

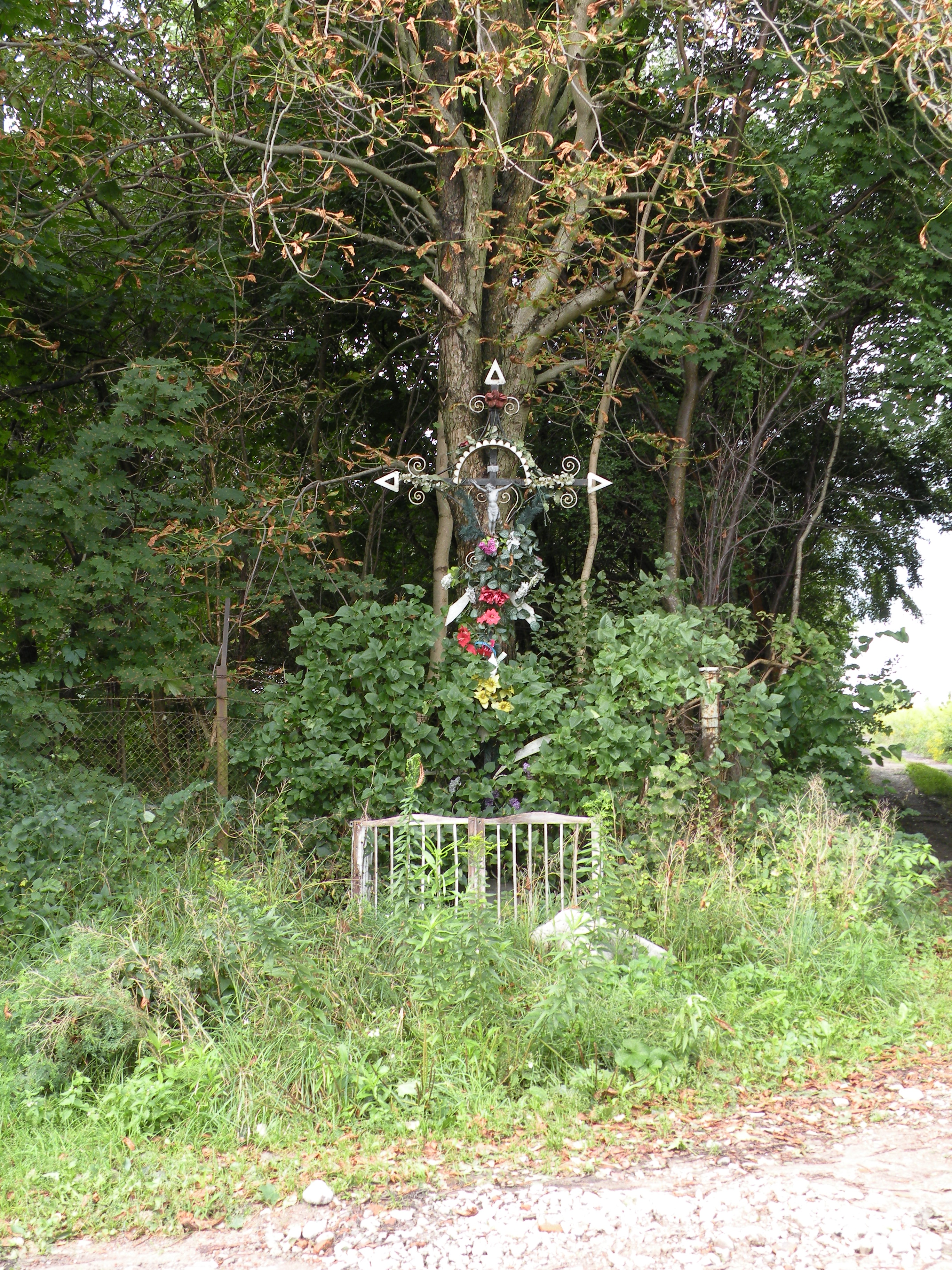
Wegekreuz in Słupy

## Geschichte
Das Gründungsjahr des Gutsdorfs Stolpe – wie es damals hieß – ist 1374. Am 26. Januar jenes Jahres wurde der Pruße Preyture Lokator für den Ort. Als adliges Gut mit fünf Feuerstellen im Hauptamt Allenstein, Kreis Heilsberg, wurde Stolpen im Jahre 1785 beschrieben. Die Volkszählung am 3. Dezember 1861 erbrachte fünf Wohngebäude bei 45 Einwohnern.
Als im Jahre 1874 der Amtsbezirk Diwitten (polnisch Dywity) im ostpreußischen Kreis Allenstein errichtet wurde, gehört Stolpen von Anfang an dazu. 84 Einwohner zählte der Gutsbezirk Stolpen im Jahre 1910.
Am 30. September 1928 gab Stolpen seine Eigenständigkeit auf und wurde nach Micken (polnisch Myki) – im Amtsbezirk Nickelsdorf (polnisch Nikielkowo) gelegen – eingemeindet.
Aufgrund der Abtretung des gesamten südlichen Ostpreußen 1945 in Kriegsfolge an Polen erhielt Stolpen die polnische Namensform „Słupy“. Das Dorf ist heute eine Ortschaft innerhalb der Landgemeinde Dywity (Diwitten) im Powiat Olsztyński (Kreis Allenstein), von 1975 bis 1998 der Woiwodschaft Olsztyn, seither der Woiwodschaft Ermland-Masuren zugehörig.

## Kirche

### Römisch-katholisch

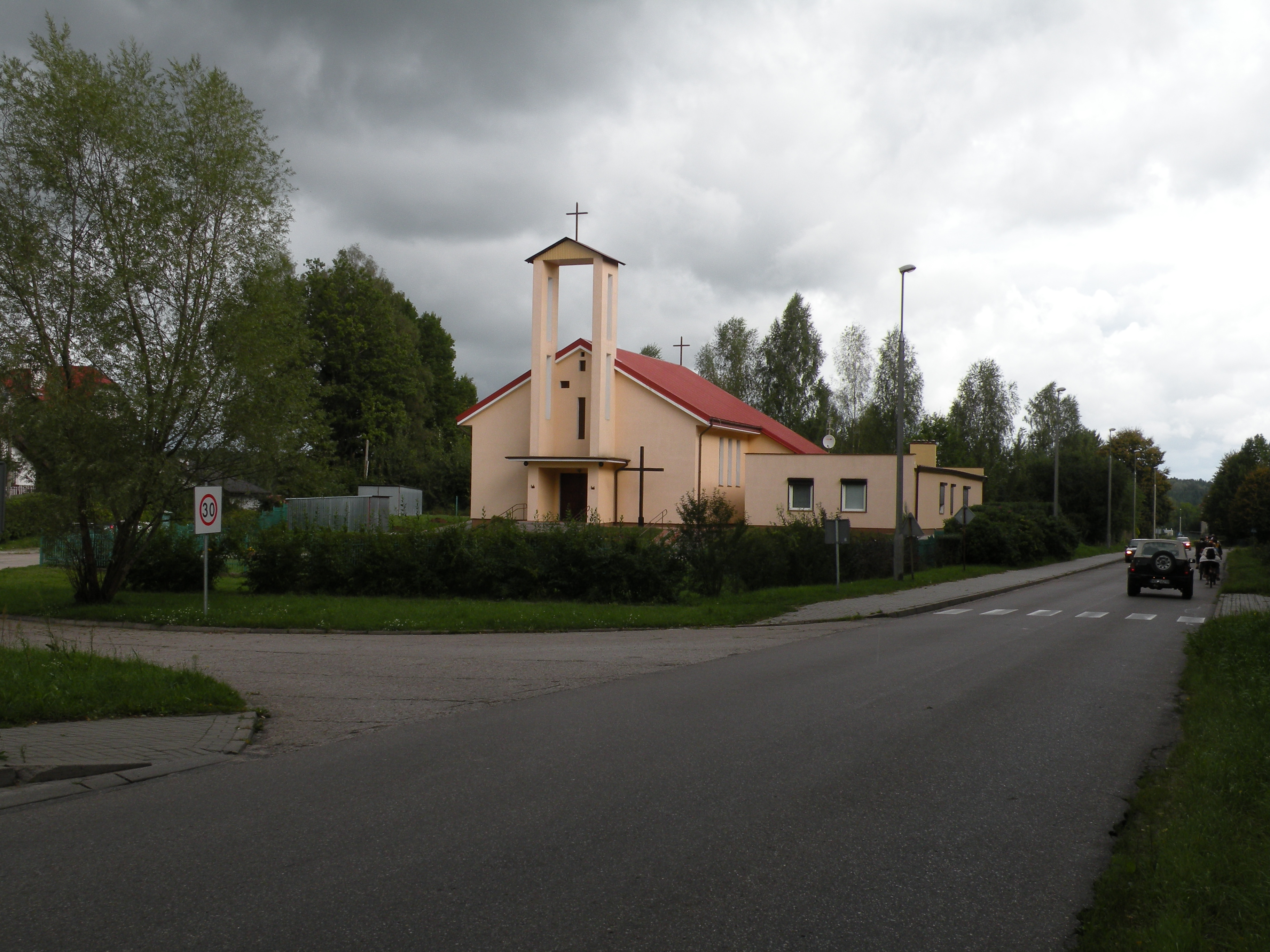
Die Maria-Hilf-Kirche in Słupy

Bis 1945 und auch noch Jahre danach war Stolpen resp. Słupy in die römisch-katholische Kirche in Diwitten (polnisch Dywity) eingepfarrt. Am 29. November 1998 errichtete das Erzbistum Ermland in Słupy eine eigene Pfarrei, die heute dem Dekanat Olsztyn II - Zatorze zugeordnet ist. Am 15. April 2012 nahm Erzbischof Wojciech Ziemba die Weihe der neuerbauten Pfarrkirche „Maria von der immerwährenden Hilfe“ vor.

### Evangelisch
Vor 1945 war Stolpen in die evangelische Kirche Allenstein in der Kirchenprovinz Ostpreußen der Kirche der Altpreußischen Union zugeordnet. Der Bezug zu dieser – nun mit einem Namen versehenen – Christus-Erlöser-Kirche in Olsztyn besteht noch heute für Słupy. Allerdings gehört die Pfarrei jetzt zur Diözese Masuren der Evangelisch-Augsburgischen Kirche in Polen.

## Verkehr
Słupy liegt an einer Nebenstraße, die von Olsztyn (Allenstein) und der polnischen Landesstraße 51 (einstige deutsche Reichsstraße 134) über Wadąg (Wadang) bis nach Gady (Jadden) führt. Ein Bahnanbindung besteht nicht.